# Muscle intercostal
Les muscles intercostaux sont les muscles pairs situés entre les côtes dans les espaces intercostaux.

## Description
Les muscles intercostaux sont organisés en trois couches avec, de l'extérieur vers l'intérieur :
- les muscles intercostaux externes,
- les muscles intercostaux internes,
- les muscles intercostaux intimes.

Il existe onze paires de chacun d'entre eux, soit 66 muscles en tout. 

## Innervation
Les muscles intercostaux sont innervés par les nerfs intercostaux.

## Fonction
Les muscles intercostaux permettent de maintenir partiellement la paroi de la cage thoracique. Ils sont aussi des muscles accessoires de la ventilation pulmonaire, c'est-à-dire qu'ils ne sont pas utilisés en temps normal. 
Lorsqu'ils sont actionnés, ils rapprochent l'une de l'autre les côtes adjacentes d'un espace intercostal. S'ils sont utilisés tous ensemble, ils peuvent jouer un rôle au cours de l'inspiration, qui est habituellement assurée uniquement par le diaphragme, voire au cours de l'expiration, passive en temps normal, par pression des organes de la cavité abdominale sur le diaphragme qui se relâche. Leur mobilisation permet d'augmenter la fréquence respiratoire, au cours d'un effort ou de diverses situations pathologiques.